# هيرب فليمنيغ
هيرب فليمنيغ (بالإنجليزية: Herb Flemming)‏ هو عازف جاز ومغني أمريكي، ولد في 5 أبريل 1900 في هونولولو في الولايات المتحدة، وتوفي في 3 أكتوبر 1976 في نيويورك في الولايات المتحدة.

## وصلات خارجية
- هيرب فليمنيغ على موقع ميوزك برينز (الإنجليزية)
- هيرب فليمنيغ على موقع أول ميوزيك (الإنجليزية)